# Сальвадор Реєс Монтеон
Сальвадор Реєс Монтеон (ісп. Salvador Reyes Monteón, нар. 20 вересня 1936, Гвадалахара — пом. 29 грудня 2012)  — мексиканський футболіст, нападник.

## Клубна кар'єра
Народився 20 вересня 1936 року в місті Гвадалахара. Вихованець футбольної школи клубу «Гвадалахара». Дорослу футбольну кар'єру розпочав 1952 року в основній команді того ж клубу, кольори якої і захищав протягом майже всієї кар'єри гравця, що тривала майже двадцять років. Найкращий бомбардир в історії команди.
По одному сезону провів у клубах «Лос-Анжелес Торос» та «Торреон». Завершив професійну ігрову кар'єру у «Атлетико Потосіно», де виконував обов'язки граючого тренера.

## Виступи за збірну
1958 року дебютував в офіційних матчах у складі національної збірної Мексики. Протягом кар'єри у національній команді, яка тривала 9 років, провів у формі головної команди країни 49 матчів, забивши 14 голів.
У складі збірної був учасником чемпіонатів світу 1958 року у Швеції, 1962 року у Чилі та 1966 року в Англії.

## Кар'єра тренера
У сезоні 1972/73 Сальвадор Реєс тренував УАНЛ «Тигрес» (Монтеррей).

## Титули і досягнення

### Командні
- Володар кубка чемпіонів КОНКАКАФ (1): 1962
- Фіналіст кубка чемпіонів КОНКАКАФ (1): 1963
- Чемпіон (7): 1957, 1959, 1960, 1961, 1962, 1964, 1965
- Віце-чемпіон (2): 1955, 1963
- Володар кубка (1): 1963
- Фіналіст кубка (3): 1954, 1955, 1967
- Володар суперкубка (6): 1957, 1959, 1960, 1961, 1964, 1965

### Індивідуальні
- Найкращий бомбардир чемпіонату Мексики: 1962 (21 гол)